# Мейнвег (національний парк)
Національний парк Де Мейнвег (Nationaal Park De Meinweg) — національний парк у Лімбурзі, Нідерланди. Він займає площу близько 1800 гектарів (7 квадратних миль) і був заснований у 1995 році.
У 2002 році він став частиною парку Маас-Свальм-Нетте, транскордонної охоронної території на німецько-голландському кордоні, що охоплює 10 000 гектарів (40 квадратних миль).